# Т-64БМ2
Т-64БМ2 — український основний бойовий танк, який є модернізацією танка Т-64. Головною особливістю Т-64БМ2 є встановлення моторно-трансмісійного відділу з 1000-сильним двигуном 6ТД-1 замість штатного для Т-64 двигуна 5ТДФ (700 к.с.). Ремоторизація змусила встановити проставочне кільце на корпус і підняти на декілька сантиметрів башту танка, оскільки нове МТО має вищий рівень по кришці. Основним виконавцем робіт є Харківський бронетанковий завод (ХБТЗ), вузли моторно-трансмісійного відділення та двигун постачає Завод ім. Малишева.
Станом на початок лютого 2022 року — на озброєння ЗСУ було поставлено 10 танків Т-64БМ2 і ще 2 екземпляри для випробувань лишив собі Харківський бронетанковий завод.

## Історія

### Раніші розробки
У 1970-х роках ХКБМ ім. Морозова розробило проєкт під назвою «Кедр» або «Об'єкт 476», який передбачав вдосконалення силової установки танка. Три дослідні зразки створювалися на базі Т-64А, проте використовували нову башту з поліпшеними броньовими властивостями. Моторно-трансмісійний відсік танків переобладнували під двигун 6ТД-1 (1000 к.с.).
Проте у 2020-х цей проєкт не стали відновлювати. Пояснювалося це тим, що рішення часів Радянського Союзу не можна було перенести без змін. Для ремоторизації танка була обрана стратегія використання деталей вузлів та агрегатів, які на 2021 рік могли серійно виготовлятися на Заводі ім. Малишева. Це були найсучасніші на той час серійні зразки та рішення від Т-80УД, від БМ «Оплот» тощо.

### Передумови
За даними Defense Express, головне питання, яке мала забезпечити модернізація — встановлення двигуна 6ТД-1. Це було необхідно з огляду на поступове вичерпання запасів двигунів 5ТД, які були потрібні для підтримання у боєздатному стані парку Т-64, а також на недоцільність і, власне, неможливість поновлення виробництва старих «п'ятірок» на Заводі ім. Малишева, оскільки завод на той час був давно налаштований на виготовлення двигунів 6ТД-1 та 6ТД-2. Заміна двигуна давала також підвищення потужності машини, оскільки попередня модифікація БМ «Булат» мала недоліки: встановлений на ній форсований двигун 5ТДФМ з потужністю у 850 к.с. виявився заслабким для машини, вага якої зросла до 45 тонн. При цьому двигун форсували, а системи постачання та очищення повітря залишились у старих об'ємах. Внаслідок цього «Булати» виходили з ладу через пиловий знос форсованих двигунів.
За даними ж танкіста фахівця Вадима Павлича, свого часу була випущена партія з близько 12 одиниць танків під назвою Т-64БМ2. Павлич назвав цю партію «недобулатами», оскільки ці танки мали простіший двигун і приціли, ніж БМ «Булат», що зробило цей варіант дешевшим. Замість форсованого двигуна 5ТДФМ на 850 к.с. вони отримали звичайний на 690—700 к.с. після капітального ремонту. Залишився також старий приціл 1Г42, замість нової системи управління вогнем 1А45, здатної вести вогонь «Комбатом». Візуально танк був дуже подібний до «Булата», і відрізнявся лише тим, що на башті у Т-64БМ2 залишився інфрачервоний прожектор «Луна», тоді як у «Булата» прожектор був відсутній. Але попри візуальну схожість, спроби використати ці машини у реальних умовах експлуатації одразу ж зустрілися із надмірним перегрівом двигуна. Саме ці танки й планувалося модернізувати на ХБТЗ заміною двигуна, щоб отримати повноцінну бойову машину.

### Початок робіт
У вересні 2019 року керівництво ХБТЗ повідомляло, що планує почати випуск більш поглибленої модернізації танків Т-64. Однак про встановлення іншого двигуна (що зазвичай призводить до збільшення маси машини та внесення конструкційних змін) тоді мова не йшла.
У травні 2020 року стало відомо, що Міноборони незадоволене темпами робіт зі створення оновленого Т-64 (ДКР «Краб») від ХКБМ ім. Морозова, за планами якого нова машина буде розроблена та випробувана аж у 2023 році.
16 вересня 2020 року директор ХБТЗ В'ячеслав Стрілець повідомив, що завод разом з фахівцями ДП «Завод ім. В. О. Малишева» виконує спільну програму щодо модернізації танка Т-64БМ2. Йшлося про ремонтну дослідно-конструкторську роботу, яка проводиться Міністерством оборони при ключовій ролі Центрального бронетанкового управління та 482-го конструкторсько-технологічного центру (КТЦ) МОУ.
21 квітня 2021 року міноборони України замовило 12 модернізованих танків Т-64БМ2. Виконували роботи ДП «Харківський бронетанковий завод» спільно з ДП «Завод імені Малишева».
У квітні 2021 року перший ремоторизований Т-64БМ2 з новим моторно-транспортним відділенням і двигуном 6ТД-1 потужністю у 1000 к.с. почав заводські випробовування, танк успішно пройшов вогневі випробовування.
У 2021 році танк пройшов заводські випробування у присутності представників замовника, підтвердивши насамперед покращені ходові та вогневі можливості.

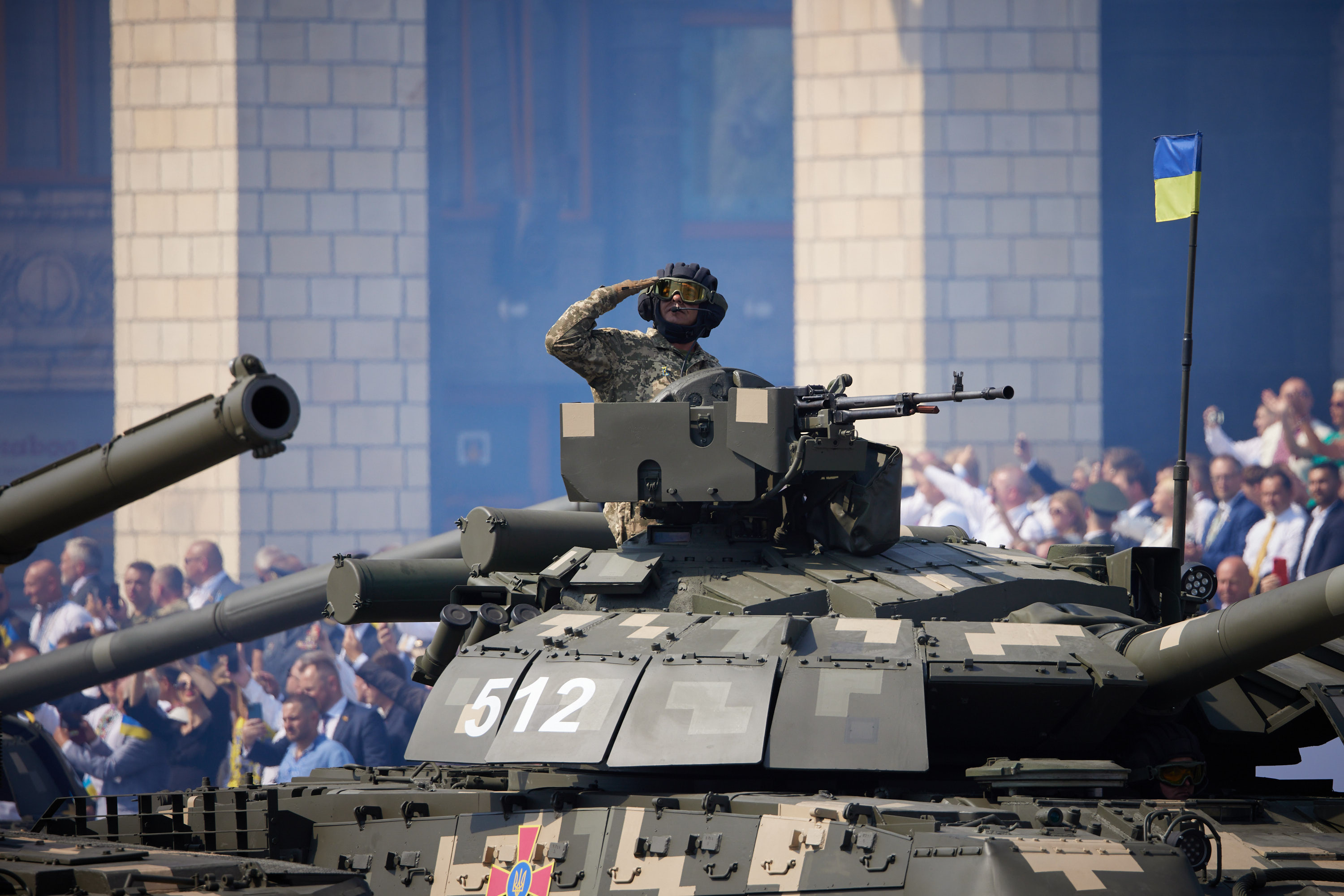
Т-64БМ2 92-ї механізованої бригади на параді, 2021 рік.

24 серпня 2021 року 4 модернізовані танки Т-64БМ2 у складі 92-ї механізованої бригади взяли участь у параді з нагоди 30-річчя незалежності України.

## Опис танка
Даний проєкт являє собою ДКР щодо модернізації танків типу Т-64БМ2 з ремоторизацією на двигун 6ТД-1, що встановлюється в моторно-транспортне відділення (МТВ), уніфіковане з Т-80УД і Т-84У «Оплот». Єдиною відмінністю від Т-80УД є новий дах МТВ, який запозичений з танків сімейства Т-84. Це було потрібно, аби забезпечити максимальну серійність і уніфікацію, чим полегшити завдання ЗіМ і експлуатантам.
Ремоторизація танків дозволяє значно підвищити рухомість та інші ходові та експлуатаційні характеристики машини. Зокрема, питома потужність 45-тонної машини збільшується з 18,9 к.с./т до 22,2 к.с./т. Наприклад, у російського Т-90А цей показник становить 21,5 к.с./т.
Для реалізації цього завдання «Харківський бронетанковий завод» розширив габарити танка у кормовій частині. Роботи йдуть під керівництвом Центрального бронетанкового управління Збройних Сил України, а збирання моторно-трансмісійного відділу відповідає «Завод ім. В. О. Малишева».
Також для Т-64БМ2 прицільний комплекс 1А43У з можливістю ведення вогню керованими ракетами вітчизняного виробництва «Комбат» є штатним, тобто був встановлений ще до модернізації 2021 року.
Щодо інших нововведень:

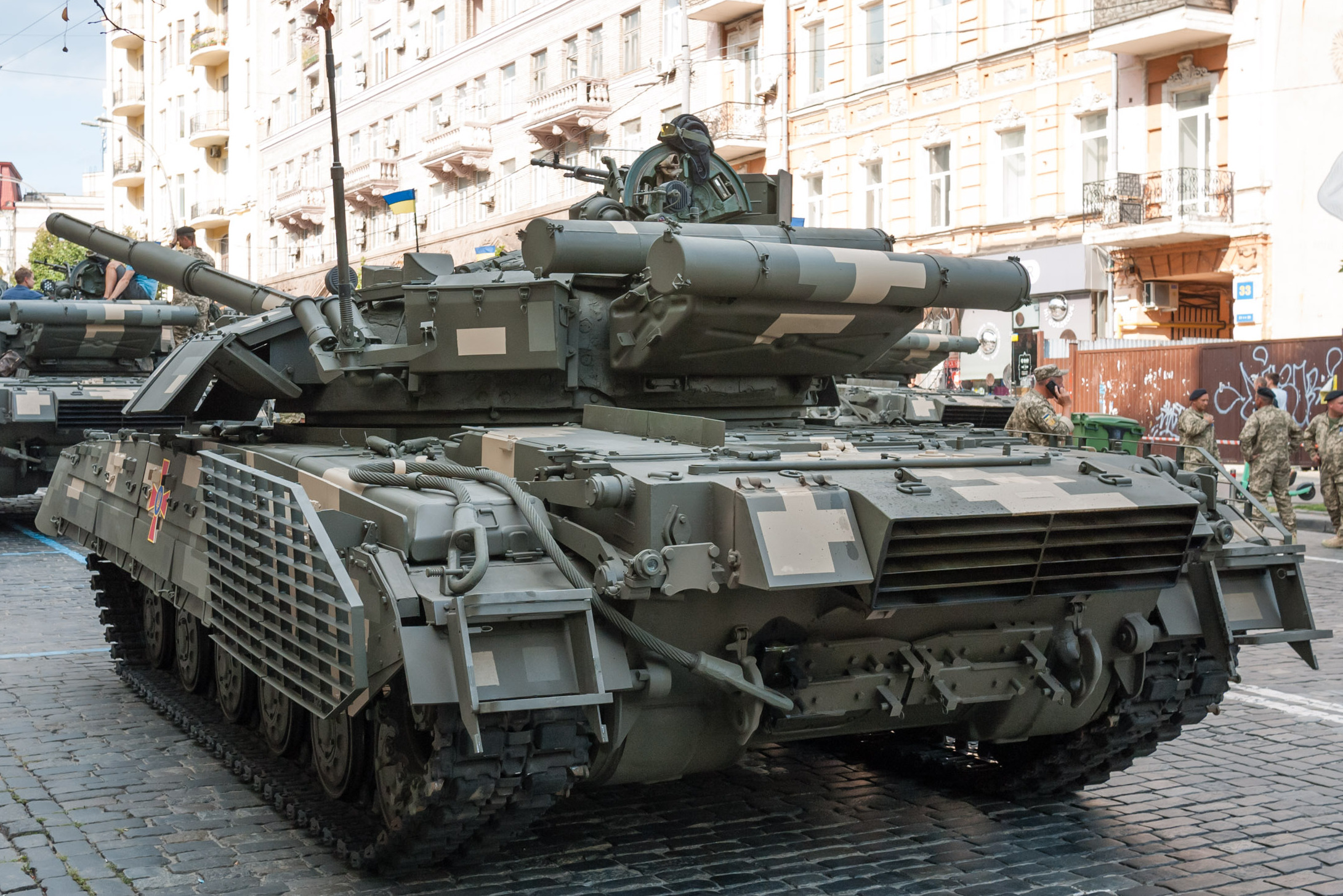
Вид позаду. Видно новий моторно-трансмісійний відсік, броньований лист для захисту паливних баків.

- Встановлення тепловізійного прицільного комплексу вітчизняного виробництва ТПН-1ТПВ (модернізація штатного для Т-64Б ТПН-1-49-23).[7]
- Модернізація приладів ТКН-3 та ТВНЕ-4 шляхом встановлення електронно-оптичних перетворювачів 3-го покоління. Встановлено окрему камеру для командира.[10]
- Встановлення сучасних елементів динамічного захисту ХСЧВК комплексу «Ніж» замість штатних 4С22
- Встановлення комплексу танкової системи супутникової навігації типу СН-4215 «Базальт»
- Додаткові блоки ДЗ на бортах корпусу (у порівнянні з Т-64БМ «Булат» по бортам на Т-64БМ2 доданий ще один блок з модулями ДЗ «Ніж» для захисту ззовні усього конвейера з БК та площі, де є загроза для боєзапасу[2]), решітчасті екрани в зоні МТВ
- Додатковий броньований лист товщиною у 12 мм для захисту групи зовнішніх паливних баків. Також передбачений захист закритої кулеметної установки[2]
- Проміжне проставочне кільце для підняття башти. (Нове МТВ з двигуном 6ТД-1 має вищий рівень по даху, аніж штатне з 5ТД. Це спричинило упирання бронемаски гармати в одному з місць при обертанні башти. Було ухвалене рішення встановити на корпусі проміжне проставочне кільце, за рахунок чого вдался підняти башту на декілька сантиметрів і забезпечити безперешкодне «обмітання», тобто проходження гармати по колу при її найнижчому куті схилу. По діаметру проміжне кільце закрито додатковим бронюванням — барбетою, тобто броньованою полосою, розміщеною на корпусі[2])
- З задньої частини танку встановлені розкладні драбинки, які спрощують екіпажу забирання на машину, що значно полегшує такі операції як, наприклад, завантаження БК[2]
- Єдина інформаційна панель механіка-водія від «Орізон Навігації» замість традиційних датчиків: всі показники роботи танка типу масла-палива-температури-швидкості виводяться на екран. На нього ж буде виводитись вид з камер заднього ходу та мапа з GPS.[9]
- Встановлена сучасна радіостанція — завадозахищений Harris з ППРЧ[2] на заміну старим радянським. Відтепер ця бойова машина має, зокрема, систему навігації, внутрішнього та зовнішнього зв'язку, яка повністю відповідає стандартам НАТО.[11]

Ця модернізація є вкрай важливою, оскільки дозволить уніфікувати двигуни на вітчизняних танках, враховуючи паралельні роботи із модернізацією Т-64БВ за програмою «Краб». Водночас технологічні рішення з Т-64БМ2 можуть цілком перенестись і на «Краб», що дозволяє прискорити цю розробку.

## Бойове застосування
Під час повномасштабного вторгнення РФ ці машини активно використовувалися 92-ю бригадою для оборони Харкова.
У жовтні 2022 року танки застосовувалися у Херсонській області.